# Гордана Петковић Лаковић
Гордана Петковић Лаковић (Београд, 21. фебруар 1960) српска је књижевница, новинарка, позоришна глумица, хуманитарка и угледна чланица заједнице Срба у Канади. Организациона је директорка тамошњег месечника „Слово”.

## Биографија
Детињство и младост провела је у Београду, а 1994. године се са породицом сели у Торонто где и данас живи и ради. Више образовање из области информатике и бизниса стекла је у новој земљи боравка. Свој професионални пут започела је као контролор квалитета компјутерских програма, а наставила на руководећим позицијама у више организација. Данас је сувласник породичне компаније „ESS Corporation”, која се бави производњом индустријских система за филтрацију.
Увршћена је у „Биографски лексикон Српски писци у расејању 1914–2014” уреднице Милене Милановић.

### Литерарни рад
До 2023. године објавила је четрнаест књига прозе и поезије. Њене књижевне вечери одржаване су у Београду и широм Србије, Републике Српске, Хрватске, Румуније, Мађарске, Канаде и Сједињених Америчких Држава. Прву збирку прича „Колона” објавила је 2015. посветивши је потомцима „са поруком да не забораве свој језик, своје корене и да чувају успомену на своју отаџбину”. Збирка је заснована на белешкама о животним приликама којих је била део или им је само сведочила. Наредног лета, „Колона” је преведена и на енглески језик. Кроз драмску комедију „То нисам ја”, која је светлост дана угледала 2015, Гордана је испољила таленат за добронамеран хумор отшкринувши врата театра. Уследили су збирка прича на енглеском „Dance of Life” (2017), затим зборник емигрантских сведочанстава „Зашто смо отишли” (2017), који је привукао посебну пажњу јавности, збирка прича „Канадски блуз” (2019), збирке песама за децу „Нека расте наше дрво” (2019), „Радозналица” (2019), „Little Wanna Know-It-All!” (2022) и „Путељак Весељак” (2022), зборници „На раскрсници” (2020) и „Срцем у отаџбини” (2021) из едиције „Зашто смо отишли”, драма за децу „Шумска заврзлама” (2022), приче за децу „Дечје царство” (2022), интерактивна монодрама за децу „Ноле, сви те воле!” (2023), а у припреми су драма „Оклен Сити (Одакле си ти?)” и још једна драма за децу „Потрага за Срећом”.
По њеном тексту драме за децу „Шумска заврзлама” од септембра 2022. истоимена представа се налази на репортоару Академије 28.

### Новинарски рад
Била је дугогодишњи сарадник Српске телевизије Торонто и листа „Новине Торонто”, а сада пише за „Источник”, часопис Епархије канадске, „Драму”, часопис Удружења драмских писаца Србије, и Канадски Србобран, гласило Српске народне одбране у Канади. Године 2019. постала је организациони директор месечника „Слово”, оснивача и главног и одговорног уредника Воје Мачара, гласила које се тада вратило читаоцима након деценије паузе.

### Позоришни рад
Ни глумачки занат јој није стран. Некада се њиме бавила у „Српском позоришту Торонто” у којем је умеће показала у улози Раће у „Ми чекамо бебу” Стевана Копривице и Магде у „Коштани” Боре Станковића, а данас у „Театру 10 с Лукачем” као Фјокла Ивановна у „Женидби” Николаја Гогоља, Људмила у „Играјући жртву” Олега и Владимира Пресњакова, Сељанка у „Представи Хамлета у Мрдуши Доњој” Иве Брешана и Гђа Ферајон у „Буби у уху” Жоржа Фејдоа.

### Друштвени рад
Као члан организационог одбора тениског турнира „Serbian Open Ontario” 2007. године омогућила је одржавање ове спортске манифестације обезбедивши јој спонзорску и медијску подршку. Иницирала је и реализовала акцију прикупљања средстава за преименовање горњег дела улице Burlington у Хамилтону (ка Нијагариним водопадима) у Булевар Николе Тесле, што је градско веће тог места и усвојило 2015, те се име српског великана почевши од 2016. нашло на чак деветнаест путоказа, док милиони на дневном нивоу чују његово име путем медија у оквиру извештаја о саобраћају.
У сарадњи са Колом српских сестара „Царица Милица” из Дервенте, Гордана Петковић Лаковић помаже угрожене породице те општине на различите начине. Донатор је разних црквених манифестација, укључујући и годишњи концерт торонтског Хора „Кир Стефан Србин”, и суорганизатор бројних хуманитарних акција. Такође, позната је и као мецена културе и уметности и чуварка српске националне баштине која промовише српски језик, ћириличко писмо и српске великане и доприноси побољшању слике о Србима и Србији у Канади и САД и унапређењу веза матице и дијаспоре. У ту сврху, покретач је и организатор културних догађаја: рецитала, уметничких изложби, филмских пројекција, позоришних представа за децу и одрасле, концерата... Водитељ је низа програма и чест учесник приредби које организује Генерални конзулат Републике Србије у Торонту и Епархија канадска Српске православне цркве.
Члан је Удружења Књижевника Србије (од 2015), Удружења књижевника Српске (од 2021), Удружења драмских писаца Србије (од 2020), Института за дечју књижевност (од 2020), Српско-канадског удружења писаца „Десанка Максимовић” из Торонта, управе (генерални секретар) Српске националне академије у Канади, Канадског удружења аутора, директорског одбора „Nikola Tesla Educational Corporation”-а, Матице српске и Матице исељеника и Срба у региону.
Оснивач је књижевне радионице за децу „Караван среће”.

## Дела
- Зашто смо отишли, 2017
- Зашто смо отишли 2 – На раскрсници, 2020
- Зашто смо отишли 3 – Срцем у отаџбини, 2021

- Колона, кратка проза (Студио „Знак”, Београд, 2015)
- То нисам ја, драма (Студио „Знак”, Београд, 2015)
- Dance of Life, кратка проза на енглеском (ауторско издање, Торонто, 2017)
- Зашто смо отишли, зборник радова (Ultimatum.rs, Београд, 2017) – уредник
- Бранко Пиргић је живео... – чланак у зборнику „Бранко Пиргић – путовања и сећања”, стр. 132 (Логос, Београд, 2019)
- Канадски блуз, кратка проза (Арте, Београд, 2019)
- Нека расте наше дрво, поезија за децу (Арте, Београд, 2019)
- Радозналица, поезија за децу (Арте, Београд, 2019)
- На раскрсници, зборник радова (Свет књиге, Београд, 2020) – уредник
- Срцем у отаџбини, зборник радова (Чигоја штампа, Београд, 2021) – уредник
- Шумска заврзлама, драма за децу (Чигоја штампа и Институт за дечју књижевност, Београд, 2022)
- Дечје царство, кратка проза за децу (Чигоја штампа и Институт за дечју књижевност, Београд, 2022)
- Little Wanna Know-It-All!, поезија за децу на енглеском – превод Радозналице (Институт за дечју књижевност, Београд, 2022)
- Путељак Весељак, поезија за децу (Институт за дечју књижевност, Београд, 2022)
- Ноле, сви те воле!, интерактивна монодрама за децу у антологији „Поштована публико” Милутина Ђуричковића (Издавачко предузеће за децу „Bookland” и Институт за дечју књижевност, Београд, 2023)
- Оклен Сити, драма (у припреми)
- Потрага за Срећом, драма за децу (у припреми)

## Награде и признања
- Повеља Матице исељеника и Срба у региону за допринос унапређењу веза државе Србије и наших људи у иностранству (Београд, 2018)[17]
- Награда „Растко Петровић” Матице исељеника и Срба у региону за зборник радова „Зашто смо отишли” (Београд, 2018)[20]
- Награда „Златна значка” Културно-просветне заједница Србије за дугогодишњи допринос развијању културних делатности (Торонто, 2019)[21]
- Специјална повеља Српске духовне академије у Параћину „за широки спектар отаџбинског деловања у свесрпској заједници и расејању са посебним освртом на књигу прозе ’Канадски блуз’ и два зборника националног и животног преиспитивања ’Зашто смо отишли’ и ’На раскрсници’” (2020)[22]
- Захвалница Књижевне радионице „Кордун” (КРК) из Вест Честера, Пенсилванија за успешну сарадњу и допринос афирмацији КРК (Патерсон, 2019)[23]
- Награда Удружења црногорских писаца за дјецу и младе за књигу „Радозналица” (Подгорица, 2021)
- Награда „Лукијан Мушицки” Књижевног друштва „Сунчани брег” за изузетан допринос и развој српске књижевности у дијаспори (Београд, 2021)
- Признање посланика Парламента покрајине Онтарио Тома Ракочевића, поводом проглашења 10. јула за Дан Николе Тесле у Онтарију, за лидерство и рад на истицању живота и достигнућа Николе Тесле (Хамбер Ривер – Блек Крик, 2021)

Гордана је лауреат још многих признања за хуманитарна дела, очување српске културе и традиције и квалитета веза матице и дијаспоре.